# 柯城区
柯城区是中國浙江省衢州市下辖的一个市辖区。位于浙江省西部，钱塘江上游，于1985年随撤地建市而建区，是衢州市的政治、经济、文化中心，区域总面积为609平方公里，區人民政府駐信安街道西安路24号。

## 行政区划
柯城区下辖8个街道办事处、2个镇、8个乡：
府山街道、荷花街道、白云街道、双港街道、信安街道、花园街道、新新街道、衢化街道、石梁镇、航埠镇、姜家山乡、万田乡、石室乡、黄家乡、七里乡、九华乡、沟溪乡和华墅乡。

## 人口
根据第七次全国人口普查数据，截至2020年11月1日零时，柯城区常住人口为528847人。